# 辻茜
辻 茜（つじ あかね、1月16日 - ）は日本で活動するミュージカル俳優である。大阪府和泉市出身。劇団四季所属。

## 来歴
大阪府立泉陽高等学校を卒業後武庫川女子大学短期大学部人間関係学科に進学し、卒業後は大阪ダンス&アクターズ専門学校ダンスプロフェッショナルコースに在学した。当初はダンサー志望だったが在学中にミュージカル俳優に転換。
卒業後の2012年に劇団四季研究所へ入所し、同年12月19日に自由劇場で開幕したはだかの王様東京公演のアンサンブル5枠役が初舞台出演となった。

## 主な出演作品
- はだかの王様（2012年アンサンブル5枠）
- マンマ・ミーア!（2013年リサ）
- ハムレット（2013年アンサンブル3枠）
- ライオン・キング（2014年ナラ）
- カモメに飛ぶことを教えた猫（2019年ブブリーナ）

※括弧内の年は初出演年